# Troppo
Troppo é uma série dramática de televisão australiana que estreou na ABC TV em 27 de fevereiro de 2022. A série é baseada no romance best-seller Crimson Lake, de Candice Fox.

## Elenco

### Principal
- Thomas Jane como Ted Conkaffey
- Nicole Chamoun como Amanda Pharrell
- David Lyons como Inspetor Lou Damford
- Sun Park como Yoon Sun Park
- Yerin Ha como Ah Rah Park
- Ling Cooper Tang como Sargento Carrie Hench
- Kate Beahan como Olivia
- Cramer Cain como Wayne
- Peta Wilson como Eve
- Angela Punch McGregor como Dr. Val
- Damien Garvey como Roy
- Josh Helman como Bryce
- Radha Mitchell como Kelly

### Recorrente
- Wendy P. Mocke como Maali
- Thomas Weatherall como Charlie
- Lucas Linehan como Milbee
- Miranda Frangou como Georgie
- Chris Alosio como Jayjay
- Sara West como Brooke
- Sonny Le como Jong Min Park
- Bryan Probets como Lars
- Simon Lyndon como Twist
- Caroline Brazier como Joanne
- Rachel Ward como Lauren
- Libby Munro como Anita

## Produção
A série foi filmada no interior de Gold Coast, em Queensland, Austrália, embora a história se passe no Extremo Norte de Queensland. As filmagens foram concluídas em outubro de 2021.

## Lançamento
A série estreou na ABC TV e ABC iview na Austrália em 27 de fevereiro de 2022. Nos Estados Unidos, a IMDb TV (agora Amazon Freevee) adquiriu a série, que estreou em 20 de maio de 2022.